# Ciriaco De Mita
Luigi Ciriaco De Mita (Nusco, 2 febbraio 1928 – Avellino, 26 maggio 2022) è stato un politico italiano.
Aderente sin dalla giovinezza alla Democrazia Cristiana, della quale in seguito fu considerato uno tra i principali esponenti, fu ripetutamente eletto deputato e nominato ministro; raggiunse l'apice del potere politico negli anni 1980, quando fu segretario (1982-1989) e poi presidente (1989-1992) della DC, oltreché Presidente del Consiglio (a capo del governo De Mita, 1988-1989).
Con la fine della DC nel 1994, De Mita fece parte del Partito Popolare Italiano (1994-2002) e della Margherita (2002-2007) e fu di nuovo deputato (1996-2008) ed eurodeputato (1999-2004, 2009-2014); nel 2007-2008 partecipò anche alla fondazione del Partito Democratico, ma se ne allontanò a seguito della sua mancata ricandidatura alle elezioni politiche del 2008, derivante dallo statuto del PD, e aderì pertanto all'Unione di Centro (2008-2017). Dal 2014 alla sua morte fu anche sindaco del suo comune natale, Nusco.
Soprannominato il padrino della DC e l'uomo del doppio incarico (ovvero segretario della DC e Presidente del Consiglio), fu tra i principali esponenti della cosiddetta Prima Repubblica ed ebbe indirettamente una forte influenza anche sulla vita politica degli anni successivi (Seconda Repubblica). A De Mita si deve la nomina di Romano Prodi prima come suo consigliere economico e poi come presidente dell'IRI; sempre a De Mita si deve l'impegno in politica di Sergio Mattarella nelle file della sinistra democristiana.

## Biografia

### Giovinezza e istruzione
Ciriaco De Mita nacque il 2 febbraio 1928 a Nusco, comune montano della provincia di Avellino; il padre Giuseppe svolgeva le professioni di sarto e portalettere, mentre la madre Antonia era una casalinga. Dopo gli studi da privatista conseguiti presso la sagrestia della chiesa di Nusco ottenne la maturità classica nella vicina Sant'Angelo dei Lombardi con ottimi voti, vincendo una borsa di studio nel Collegio Augustinianum (collegio fondato da Agostino Gemelli) ed in seguito si iscrisse all'Università Cattolica del Sacro Cuore di Milano dove si laureò in giurisprudenza. Cominciò a lavorare come consulente presso l'ufficio legale dell'Eni di Enrico Mattei. La moglie Anna Maria Scarinzi, sposata nel 1958, fu segretaria di Fiorentino Sullo, politico afferente alla sinistra di base democristiana, anch'egli originario dell'Irpinia (il suo paese natìo era Paternopoli). Con la moglie Anna Maria Scarinzi ebbe quattro figli: Antonia, Simona, Giuseppe e Floriana.

### Interesse per la politica e ibasisti
Nell'autunno 1953 De Mita fu tra i primi aderenti alla corrente sinistra di base, e nel 1956, in quota alla stessa, venne eletto consigliere nazionale della Democrazia Cristiana al congresso di Trento. In quella sede si fece notare perché contestò Amintore Fanfani, segretario nazionale della DC tra il 1954 e il 1959, criticando l'organizzazione del partito. Eletto deputato per la prima volta nel 1963 nella circoscrizione Benevento-Avellino-Salerno, nel 1966 alla Camera lanciò l'ipotesi di un accordo con i comunisti sull'attuazione dell'ordinamento regionale. Nel dicembre 1968 entrò a far parte del governo come sottosegretario all'interno nel governo Rumor I, formato dalla coalizione del cosiddetto Centro-sinistra "organico" incentrato sulla Democrazia Cristiana e allargato ai partiti "laici" (Partito Socialista Italiano, Partito Repubblicano Italiano, Partito Socialista Democratico Italiano).
La corrente di "sinistra" della DC, chiamata "sinistra di base" o "la Base", fu fondata a Milano da Giovanni Marcora con il sostegno finanziario di Enrico Mattei. De Mita si sostituì a Fiorentino Sullo come capocorrente in ambito provinciale negli anni in cui la DC irpina si andava affermando a livello nazionale. Vicini a De Mita in quegli anni vi erano Gerardo Bianco, Nicola Mancino, Gianni Raviele ed anche il segretario della DC della provincia di Avellino, l'amico e collaboratore Attilio Fierro, originario della vicina Montella.

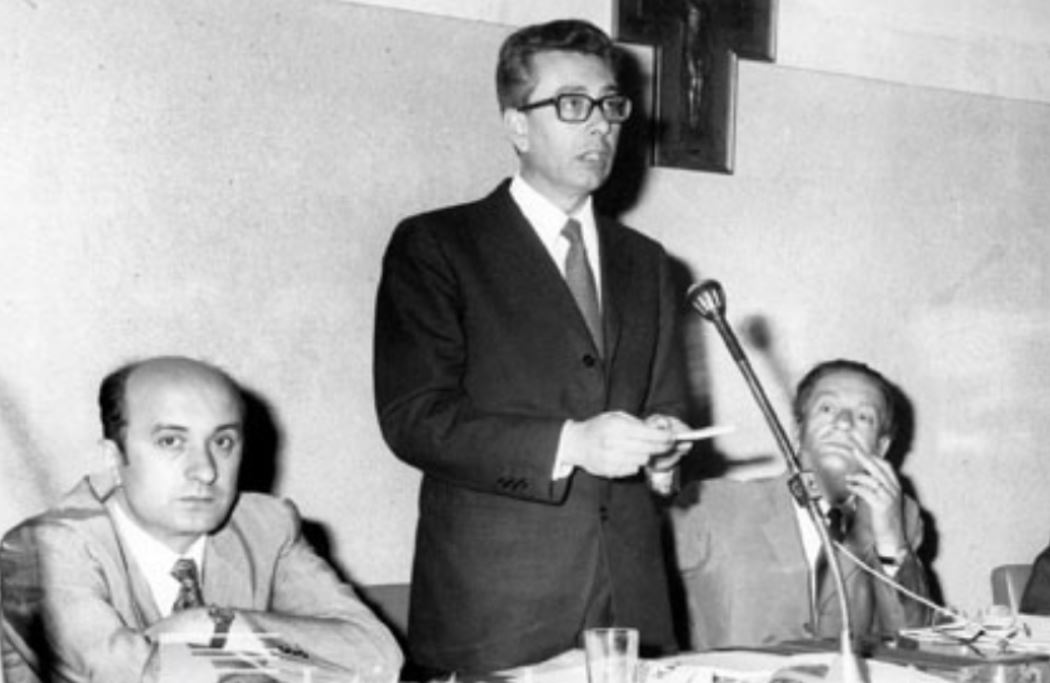
De Mita (da sinistra), vicesegretario della DC, con il segretario della DC Arnaldo Forlani e il presidente della DC Benigno Zaccagnini nel 1970.

Fu vicesegretario della DC durante la segreteria di Arnaldo Forlani a seguito del cosiddetto "Patto di San Ginesio", stipulato con quest'ultimo e permanendo in tale carica per 4 anni, ma si dimise da quella carica nel febbraio del 1973, l'anno in cui vi fu anche l'accordo di Palazzo Giustiniani tra Aldo Moro e Amintore Fanfani, che tra l'altro fu un fattore determinante della fine del governo Andreotti II. Ricoprì poi diverse cariche ministeriali tra il 1973 e il 1982: ministro dell'industria, del commercio e dell'artigianato nel governo Rumor IV e nel governo Rumor V (1973-1974), ministro del commercio con l'estero nel governo Moro IV e nel governo Moro V (1974-1976), ministro per il Mezzogiorno nel governo Andreotti III e nel governo Andreotti IV negli anni del "compromesso storico" (1976-1979).
Nel 1982 De Mita indicò al governo Spadolini I (il primo governo formato dalla coalizione del Pentapartito che governerà l'Italia fino agli anni '90) l'economista Romano Prodi, già suo consigliere economico nonché ministro nel governo Andreotti IV, come presidente dell'Istituto per la Ricostruzione Industriale (dove Prodi rimase fino al 1989, quando fu sostituito da Franco Nobili, per poi farvi ritorno nel 1993).

### Segretario della Democrazia Cristiana
A seguito della fine del mandato del doroteo Flaminio Piccoli, nel maggio 1982 De Mita venne eletto segretario nazionale della DC con la concertazione degli Andreottiani, dei Basisti e della corrente "Nuove Cronache" di Fanfani, in contrapposizione all'ex fanfaniano Arnaldo Forlani, il quale si alleò con i dorotei di Antonio Gava formando la corrente Grande Centro. Il partito subì un grave calo nelle elezioni politiche del 1983; nonostante ciò De Mita restò in carica per sette anni e fu ripetutamente confermato sino al Congresso nazionale del 1989; la sua segreteria fu la più lunga della storia della DC, superando anche quella di Alcide De Gasperi.
In questo periodo Gianni Agnelli, il quale non apprezzava il temperamento politico del leader democristiano, in una puntata di Mixer asserì che De Mita era un tipico intellettuale della Magna Grecia. A questa asserzione gli replicò Indro Montanelli, proprietario de "Il Giornale", dicendo: "Dicono che De Mita sia un intellettuale della Magna Grecia. Io però non capisco cosa c'entri la Grecia".

De Mita con Bettino Craxi nel 1986.

Nel 1985, nella classifica degli uomini più potenti d'Italia compilata come ogni anno dal settimanale Il Mondo, De Mita risultò al terzo posto dopo Gianni Agnelli e Bettino Craxi. Sempre nello stesso anno De Mita giocò un ruolo nevralgico nell'elezione del presidente della Repubblica, consultandosi con tutti i segretari dei partiti dell'arco costituzionale e trovando un'ampia convergenza sul nome del democristiano Francesco Cossiga, già ministro dell'interno durante il rapimento di Aldo Moro. Anni dopo Marco Follini affermò che il nome di Cossiga fu indicato da De Mita e Alessandro Natta (segretario del Partito Comunista Italiano) in casa di Biagio Agnes.
De Mita fu considerato un rivale di Bettino Craxi, segretario del Partito Socialista Italiano che negli anni ottanta aveva occupato la carica di Presidente del Consiglio per ben quattro anni (dal 4 agosto 1983 al 17 aprile 1987). Nel 1983 Craxi e De Mita stipularono un'alleanza, in seguito ribattezzata "Patto della Staffetta", secondo cui la X legislatura si sarebbe dovuta concludere con un avvicendamento ad un Presidente del Consiglio afferente alla DC che avrebbe sostituito Craxi; dopo aver taciuto per mesi, avallandone implicitamente l'esistenza, Craxi disattese tale alleanza in una celebre intervista di Giovanni Minoli a Mixer.
Dopo la caduta del governo Craxi II furono quindi convocate le elezioni politiche del 1987, in cui guadagnarono voti sia la Democrazia Cristiana sia il Partito Socialista Italiano: la Democrazia Cristiana ottenne il 34,31% mentre il Partito Socialista ottenne il 14,27% (il massimo storico).
In questi anni fu sempre De Mita a spingere all'impegno politico Sergio Mattarella, fratello di Piersanti Mattarella ed esponente dell'ala Morotea del partito, incaricandolo di ripulire le liste siciliane della DC, rimuovendo persone vicine a Vito Ciancimino, personaggio discusso per via di presunte contiguità con Cosa nostra. Nel 1984 De Mita azzerò i dirigenti e i vertici palermitani della DC nominando Sergio Mattarella commissario straordinario.

### Presidente del Consiglio dei ministri

Giuramento al Quirinale del governo De Mita alla presenza del presidente della Repubblica Francesco Cossiga

Dopo la caduta del governo Craxi II (di cui De Mita fu in parte responsabile) e le conseguenti elezioni politiche anticipate del 1987, a luglio il Presidente della Repubblica Francesco Cossiga conferì l'incarico di formare un governo a Giovanni Goria, ministro del tesoro nel governo Craxi I. Goria si dimise nel marzo 1988; nell'aprile del 1988 Cossiga affidò l'incarico di formare un governo a De Mita, che si trovava alla guida di un Pentapartito composto dai democristiani, dai socialisti, dai repubblicani, dai socialdemocratici e dai liberali.
La nomina di De Mita a Presidente del Consiglio (la prima di un segretario della DC in carica dai tempi di Amintore Fanfani nel 1959) fu però funestata alcuni giorni dopo dall'assassinio, da parte di Stefano Minguzzi e Franco Grilli, appartenenti alle Brigate Rosse - Partito Comunista Combattente (PCC), di Roberto Ruffilli, senatore della DC e consulente di De Mita per le riforme istituzionali; Ruffilli aveva contribuito a determinare le pregiudiziali affinché si potesse varare proprio il governo De Mita, che stava entrando in carica in quel momento. Nel volantino di rivendicazione gli attentatori definirono Roberto Ruffilli come "l'uomo chiave del rinnovamento, vero e proprio cervello politico del progetto demitiano".

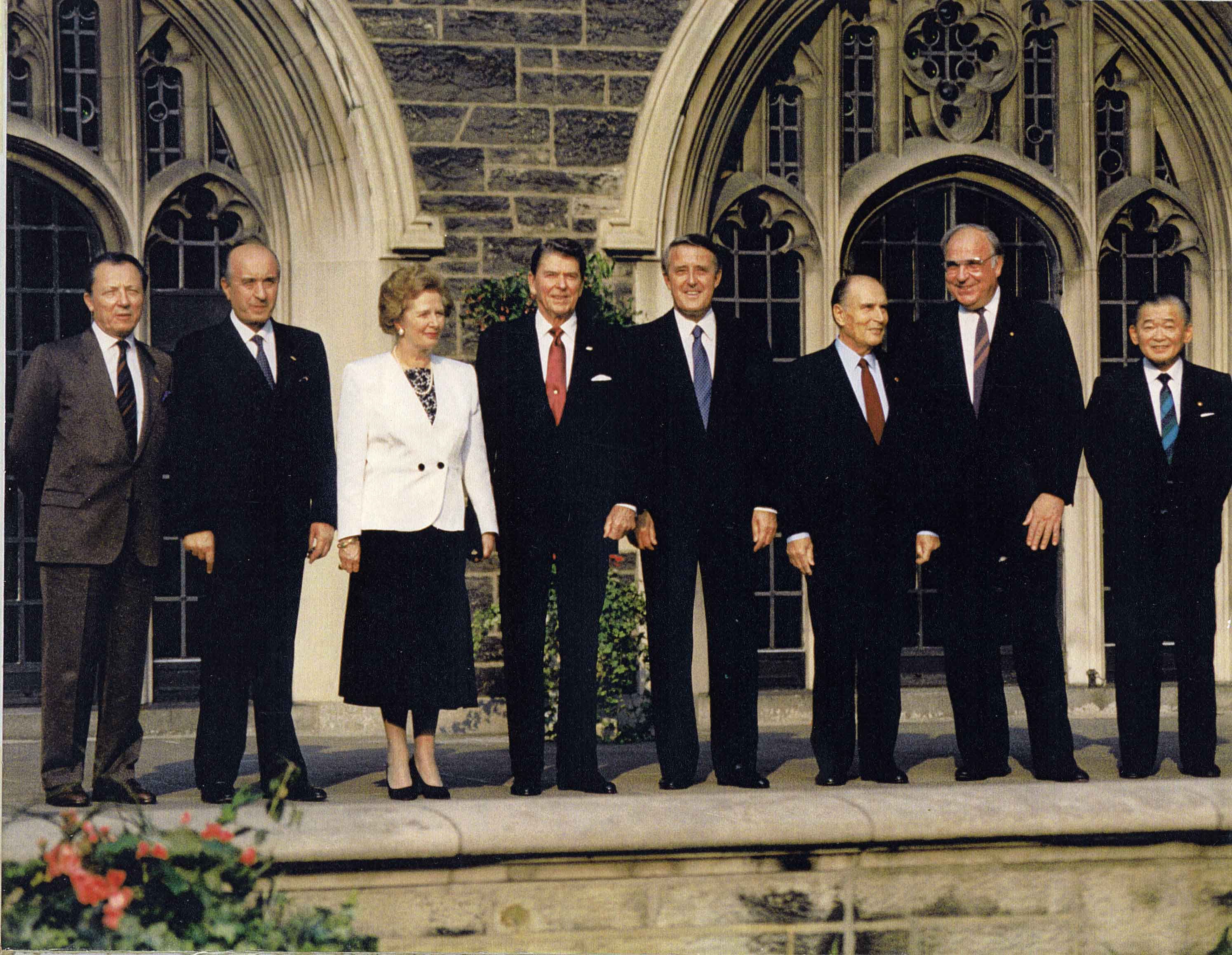
De Mita al G7 in Canada del 1988.

I detrattori di De Mita parleranno del suo entourage come del "clan degli avellinesi", con riferimento alle varie personalità di spicco originarie della provincia di Avellino che ricoprirono incarichi di rilevanza politica, amministrativa e Istituzionale come Antonio Maccanico, Biagio Agnes, Nicola Mancino (in quel momento capogruppo della Democrazia Cristiana al Senato della Repubblica ed in seguito ministro dell'interno negli anni 1992-1994) e Gerardo Bianco.
Il 22 febbraio 1989 Arnaldo Forlani, a capo con Antonio Gava della corrente "Grande Centro" o "Azione Popolare", venne eletto dal congresso nazionale nuovo segretario della DC, determinando in tale maniera l'epilogo del cosiddetto "doppio incarico" di De Mita, durato dal 13 aprile del 1988 al 22 febbraio del 1989, biasimato dal Partito Socialista Italiano e dai settori centristi della Democrazia Cristiana. Il mese successivo, nel marzo 1989, il Consiglio nazionale della DC riunito a Roma nominò De Mita Presidente del Consiglio stesso. La segreteria di Forlani, durata fino all'ottobre 1992, fu caratterizzata dalla stretta collaborazione con Bettino Craxi e il Partito Socialista Italiano.
Nel maggio 1989, a seguito del congresso nazionale del Partito Socialista Italiano nel quale Craxi e il suo delfino e vice Claudio Martelli (futuro vicepresidente del Consiglio dei Ministri nel governo Andreotti VI e ministro di grazia e giustizia negli anni 1991-1993) in una relazione dichiararono conclusa l'esperienza del governo De Mita, quest'ultimo rassegnò le dimissioni dal suo incarico. Riottenne tale incarico l'11 giugno del 1989, a seguito del fallimento del mandato esplorativo affidato al presidente del Senato della Repubblica Giovanni Spadolini. Il 6 luglio 1989 De Mita rinunciò all'incarico di formare un nuovo governo, e il Presidente Cossiga incaricò quindi Giulio Andreotti, in quel momento ministro degli esteri. Il governo De Mita rimase in carica fino al 23 luglio 1989, succeduto dal governo Andreotti VI.

### In minoranza nella DC

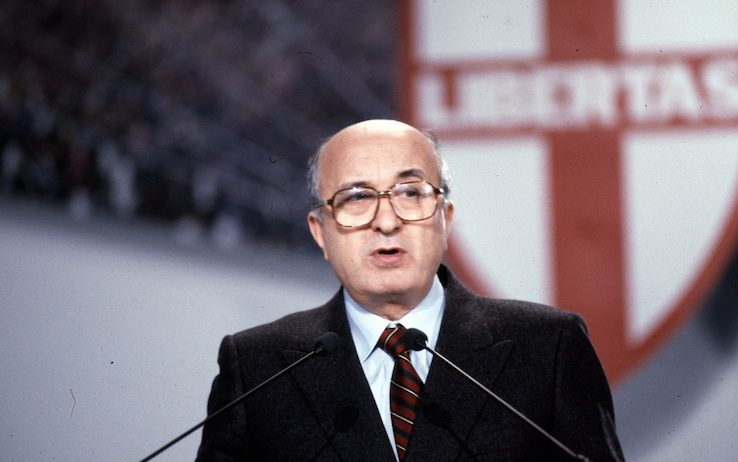
De Mita a un evento di partito.

Nel 1989 De Mita fu sostituito alla segreteria della DC da Forlani, assumendo la presidenza del partito negli anni dominati dalla stretta alleanza tra Craxi, Andreotti e Forlani, battezzata dagli organi di stampa CAF (dalle rispettive iniziali).
Nel luglio 1990 i ministri del governo Andreotti VI afferenti alla Sinistra di Base (Calogero Mannino, Sergio Mattarella, Mino Martinazzoli e Carlo Fracanzani) si dimisero dall'esecutivo a seguito dell'approvazione della legge Mammì, da loro ritenuta troppo favorevole alla Fininvest di Silvio Berlusconi, a sua volta legato a Craxi. In questi anni inoltre il presidente della Repubblica Francesco Cossiga mutò il suo atteggiamento, anche in seguito alla scoperta di Gladio, determinando una fase di esternazioni nei confronti del Partito Democratico della Sinistra e della Sinistra Democristiana patrocinata dallo stesso De Mita.

### Tangentopoli e la nascita del PPI
Durante l'elezione del Presidente della Repubblica del 1992, nel clima di instabilità esacerbata dalla strage di Capaci, De Mita sostenne inizialmente la candidatura del presidente del Senato Giovanni Spadolini, in funzione anti-Craxi, ma, a seguito delle notizie dell'arresto di Giacomo Properzj e dell'Imputazione del deputato Antonio Del Pennino entrambi del Partito Repubblicano Italiano, converge alla fine su quella del presidente della Camera Oscar Luigi Scalfaro, nonostante quest'ultimo avesse scritto parole pesanti nei suoi confronti nella relazione finale della Commissione parlamentare d'inchiesta sulla ricostruzione dei territori colpiti dai terremoti in Basilicata e Campania.
De Mita fu presidente nazionale della DC fino al 27 ottobre 1992, quando gli succedette Rosa Russo Iervolino con l'elezione di Mino Martinazzoli a segretario politico, nella fase critica a seguito di Tangentopoli.
Il 9 settembre 1992 De Mita fu eletto presidente della Commissione bicamerale per le riforme istituzionali, per poi dimettersi a marzo 1993 sostituito da Nilde Iotti. Assistette alla fine della Prima Repubblica e alla trasformazione della DC, guidata da Martinazzoli (suo ultimo segretario, dal 1992 al 1994), in Partito Popolare Italiano, che faceva riferimento all'ideologia del Cristianesimo sociale e alla matrice sturziana. De Mita aderì al nuovo partito, fondato il 18 gennaio 1994.
Fu inserito tra i testimoni richiesti dalla difesa di Giulio Andreotti nel processo che vide quest'ultimo assolto con formula piena in maniera definitiva dalla Corte di Cassazione nel novembre del 2004 per i fatti successivi al 1980, mentre per quelli precedenti fu dichiarato il non luogo a procedere per intervenuta prescrizione.
In seguito De Mita si schierò con la corrente di sinistra del PPI, che faceva riferimento a Gerardo Bianco, contro il segretario politico Rocco Buttiglione che, difformemente alle decisioni assunte nel congresso, aveva ribadito di allearsi con il Polo delle Libertà, la coalizione di centro-destra. A causa di questa divergenza Buttiglione uscì dal Partito Popolare Italiano formando il partito dei Cristiani Democratici Uniti.

### Seconda Repubblica e L'Ulivo
Durante la cosiddetta Seconda Repubblica, nelle elezioni politiche del 1996 De Mita fu rieletto nella Camera dei Deputati nella XIII legislatura e sostenne la nascita della coalizione di centro-sinistra L'Ulivo guidata da Romano Prodi formata dal Partito Popolare Italiano, dal Partito Democratico della Sinistra, da Rinnovamento Italiano ed altre formazioni minori. Diede la fiducia al governo Prodi I, al governo D'Alema I e II e al governo Amato II.
Nel 2002 contribuì all'ingresso del PPI in Democrazia è Libertà - La Margherita, nuovo partito centrista guidato da Francesco Rutelli. Ribadì in più occasioni la propria contrarietà al progetto di "Uniti nell'Ulivo" (lista elettorale unitaria con DS, SDI e MRE), tanto che su ispirazione sua e di Franco Marini La Margherita si presentò con una propria lista (e non in quella unitaria) alle elezioni politiche del 2006, sempre comunque all'interno della coalizione L'Unione (risultata vincitrice).

### Fondazione del Partito Democratico

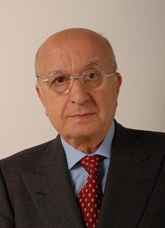
De Mita eletto per l'ultima volta alla Camera nel 2006.

Al secondo congresso della Margherita, nella sua relazione De Mita comunicò la sua adesione al nuovo Partito Democratico, raccogliendo moltissimi applausi dalla platea diellina. Durante l'assemblea costituente del PD fu nominato membro della commissione statutaria del nuovo partito, anche se questa decisione suscitò qualche contestazione da parte della platea. In quanto ex presidente del Consiglio iscritto al partito, fu nominato componente di diritto del coordinamento nazionale del Partito Democratico.
Il 20 febbraio 2008 annunciò il suo ritiro dal PD, in polemica con lo statuto del partito che prevedeva un tetto massimo di tre legislature complete, in base al quale sarebbe stato escluso dalle candidature alle elezioni politiche del 13 e 14 aprile 2008. Il giorno prima Tino Iannuzzi, segretario regionale campano del PD, aveva sostenuto la candidatura di De Mita nelle liste presentate dalla formazione politica democratica in Campania. Fondò quindi i "Popolari per la Costituente di Centro" che portò a unirsi alla componente campana dell'UDEUR di Clemente Mastella per dar vita al Coordinamento Popolari - Margherita per la Costituente di Centro, movimento con cui entrò poi nella Costituente di Centro di Pier Ferdinando Casini.

### Adesione all'Unione di Centro
Alle elezioni politiche del 2008 si candidò al Senato della Repubblica per l'Unione di Centro come capolista nella circoscrizione Campania, ma non risultò eletto. In totale fu deputato ininterrottamente dalla IV alla XI legislatura e dalla XIII alla XV. È stato anche commissario regionale dell'UdC in Campania assieme a Gianpiero Zinzi.

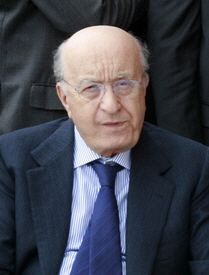
De Mita nel 2010

Alle elezioni europee del 2009 si ricandida al Parlamento europeo, tra le liste dell'UdC nella medesima circoscrizione, venendo eletto con 56.575 preferenze. Secondo VoteWatch a fine marzo 2011, a circa due anni dalle europee, De Mita con il 67,37% di presenze in seduta plenaria risultava al 708º posto su 733 nella classifica complessiva delle presenze di tutti gli europarlamentari.
De Mita continuò a esercitare una certa influenza sulla politica locale della Campania, e di riflesso sulla politica nazionale, grazie alla sua capacità di attrarre voti.

### Sindaco di Nusco e sostegno a Vincenzo De Luca
Nel 2014 De Mita, a 86 anni, partecipò alle amministrative candidandosi a sindaco del suo comune natìo, Nusco: fu eletto sindaco nella lista dell'Unione di Centro con 2 156 voti (77,35%) battendo Rosanna Secchiano, presentatasi con la Lista Civica Nusco Futura che ottenne 631 voti, e succedendo al nipote Giuseppe De Mita (omonimo dell'altro nipote). I votanti furono 2 903 su un totale di 5 917 elettori.
Alle elezioni regionali in Campania del 2015 decise di appoggiare, assieme all'UdC campano, il candidato del centro-sinistra Vincenzo De Luca (PD), rompendo così la sua precedente alleanza con il presidente uscente Stefano Caldoro.
Fu un convinto assertore del «no» al referendum costituzionale del 4 dicembre 2016 sul Progetto di riforma Costituzionale Renzi-Boschi; il suo attivismo in questa tornata elettorale lo portò nell'ottobre 2016 a contrapporsi, in un dibattito televisivo su LA7 condotto da Enrico Mentana, al presidente del Consiglio e segretario del Partito Democratico Matteo Renzi (tale confronto ebbe una notevole risonanza mediatica).

### Abbandono dell'UdC e nuovo percorso
De Mita si dichiarò sempre contrario a un riavvicinamento dell'UdC alla coalizione di centro-destra ed il 5 novembre 2017 abbandonò il partito, fondando successivamente il movimento politico "L'Italia è Popolare", facendolo partecipare alle elezioni politiche del 2018 nella lista elettorale Civica Popolare nella coalizione di centro-sinistra.
Ricandidatosi alla guida del comune di Nusco, fu rieletto sindaco per un secondo mandato il 26 maggio 2019 all'età di 91 anni con il 60% dei voti in contrapposizione al candidato del PD, l'avvocato Francesco Biancaniello.
In vista delle elezioni regionali in Campania del 2020, insieme al nipote Giuseppe De Mita presentò la lista "Fare Democratico - Popolari", a sostegno del presidente in carica Vincenzo De Luca e appartenente alla coalizione di centro-sinistra; con il 4,45% la lista elegge due consiglieri di maggioranza. Nell'agosto 2021, a pochi mesi dalle imminenti elezioni del comune di Napoli, De Mita decise di lasciare la lista Fare Democratico-Popolari.

### Morte, esequie e sepoltura
Ciriaco De Mita muore il 26 maggio 2022, tre mesi dopo aver compiuto 94 anni, per una ischemia cerebrale, nella casa di cura Villa dei Pini ad Avellino dove era ricoverato dal 5 aprile a seguito di una frattura del femore.
Le esequie funebri si sono tenute il giorno successivo nella Concattedrale di Nusco prima della sepoltura nel cimitero comunale e hanno visto la partecipazione del Presidente della Repubblica Sergio Mattarella, del ministro degli esteri Luigi Di Maio, del Presidente della Regione Campania De Luca e di diversi esponenti politici provenienti dalla Democrazia Cristiana (oltre al nipote Giuseppe De Mita, anche Angelino Alfano, Gerardo Bianco, Pier Ferdinando Casini, Marco Follini, Giuseppe Gargani, Nicola Mancino, Clemente Mastella, Gianfranco Rotondi e Ortensio Zecchino).
Nel dicembre 2022 il comune di Nusco gli ha intitolato una via (dopo aver ottenuto dalla locale prefettura l'approvazione dell'apposita deroga alla legge vigente, che prevede che vie e piazze possano essere intitolate solo a persone morte da almeno dieci anni salvo casi eccezionali di benemeriti della nazione).

## Vicende giudiziarie

### InchiestaMani sul terremoto

De Mita a un evento di partito

La ricostruzione dell'Irpinia dopo il tragico terremoto del 1980 fu caratterizzata da un'eccezionale mobilitazione, anche finanziaria (60 000 miliardi di lire). La destinazione dei fondi stanziati per la ricostruzione è stata oggetto di innumerevoli inchieste; essendo l'Irpinia la terra di origine di De Mita, in cui egli godette sempre di grande influenza, il nome del politico democristiano ricorse spesso in queste inchieste.
Nel 1987 i giornali rivelarono che la Banca popolare dell'Irpinia aveva visto aumentare considerevolmente di valore le sue azioni grazie al flusso di fondi per la ricostruzione. Tra i soci che beneficiavano della situazione c'era la famiglia di De Mita, con Ciriaco proprietario di un cospicuo pacchetto di azioni, altri titoli erano posseduti anche da parenti. Il 3 dicembre 1988 il quotidiano del Partito Comunista Italiano, l'Unità, allora diretto da Massimo D'Alema, pubblicò un articolo in prima pagina dal titolo: «De Mita si è arricchito con il terremoto». De Mita rispose con una querela che però non ebbe seguito, poiché venne accettata la spiegazione di D'Alema che sostenne la mancanza del previsto punto di domanda finale alla frase a causa di un errore tipografico. Nel 2008 De Mita dichiarò che D'Alema si era scusato con lui ammettendo che i suoi sospetti erano sbagliati.
Sulle presunte speculazioni di De Mita sul terremoto nel 1989 Goffredo Locatelli pubblicò un libro, Irpiniagate. Ciriaco De Mita da Nusco a palazzo Chigi.
Nel 1993 vicende giudiziarie legate allo scandalo dei finanziamenti della ricostruzione post-sismica in Irpinia coinvolsero il fratello Michele, provocando le dimissioni di De Mita dalla presidenza della Commissione bicamerale per le riforme elettorali. Michele De Mita venne in seguito prosciolto con formula piena con sentenza passata in giudicato.

### Tangentopoli
Quando scoppiò lo scandalo di tangentopoli, con l'inchiesta "Mani pulite", De Mita fu accusato dei finanziamenti illeciti confessati da Severino Citaristi, tesoriere di partito della DC. Grazie all'amnistia del 1990, avendo lasciato la segreteria DC nel 1989, De Mita non subì le conseguenze penali del processo e fu tra i pochi politici italiani di spicco a uscire dall'inchiesta senza condanne a suo carico. A essere condannati, nel correlato processo Enimont, furono invece Forlani e Citaristi per il periodo non più coperto dall'amnistia.

### Caso Parmalat e accusa di corruzione

Ciriaco De Mita stringe la mano a Bettino Craxi, 1985.

De Mita fu accusato di corruzione in un filone laterale dello scandalo Parmalat: De Mita, insieme con Calisto Tanzi, al presidente della Liguria Claudio Burlando, e all'ex presidente delle Ferrovie dello Stato Lorenzo Necci, è accusato per un presunto giro di tangenti pagate a politici dal gruppo di Collecchio per un progetto finalizzato alla costituzione di una joint venture fra la "Cit Viaggi" delle FS e la "Parmatour". L'ipotesi degli investigatori è che si sia tentato di scaricare sul partner pubblico i debiti del gruppo turistico della Parmalat. De Mita, che si proclama innocente, fu chiamato in causa da Calisto Tanzi, a cui lo lega una stretta amicizia.

### Appartamento a Roma
Alla fine degli anni '90 De Mita venne rinviato a giudizio dal Tribunale dei ministri con l'accusa di avere utilizzato fondi neri del Sisde per ristrutturare l'appartamento in cui viveva, in un palazzo settecentesco in via in Arcione a Roma, con vista sul giardino del Quirinale, ottenuto a equo canone dall'INPDAI quando era segretario della DC e Presidente del Consiglio.
A luglio 2010 nacque una polemica relativa all'acquisto da parte di De Mita, assieme alla moglie e ai figli Giuseppe e Antonia, dell'appartamento in via in Arcione a un prezzo molto inferiore a quello di mercato. De Mita acquistò il superattico su due piani di circa 550 metri quadrati, più 200 metri quadrati di terrazzo, per 3 415 700 euro dall'Inps, proprietaria dell'immobile in cui De Mita viveva in affitto dagli anni '80. Il Giornale stimò che in quella zona il prezzo al metro quadro delle abitazioni fosse di circa 15 000 euro, per cui l'ex presidente del Consiglio avrebbe pagato l'appartamento un terzo del suo reale valore.

## Controversie

### Raccomandazioni e clientelismo

De Mita con Gianni Agnelli e Cesare Romiti negli anni settanta.

Da più voci fu accusato di aver applicato con disinvoltura la pratica delle raccomandazioni e del clientelismo politico, favorendo l'ingresso in aziende pubbliche di amici e clienti.
Su stessa ammissione di Clemente Mastella, la sua assunzione alla Rai fu agevolata da una raccomandazione di De Mita. La redazione locale ove Mastella prese servizio proclamò tre giorni di sciopero contro l'ingresso in ruolo di un giornalista assunto senza regolare concorso e per nomina politica diretta.

Sempre su segnalazione di De Mita entrò in Rai nel 1983 Francesco Pionati, parlamentare tra il 2006 e il 2013. Nel maggio 2011 Antonia De Mita, figlia di Ciriaco, racconta sulla sua pagina Facebook a proposito del deputato Francesco Pionati: 
Sempre su segnalazione di De Mita entrò in Rai anche Gigi Marzullo. Quando nel 1988 Pippo Baudo restò fuori dalla tv, dopo la rescissione consensuale del suo contratto con la Fininvest, fu De Mita, legato al conduttore da amicizia, ad assicurargli il ritorno in Rai nonostante la contrarietà dell'allora direttore Biagio Agnes. Come dichiarò lo stesso De Mita, fu lui a chiedere a Biagio Agnes che Beppe Grillo rimanesse in Rai dopo il controverso pezzo che il comico genovese aveva portato al Festival di Sanremo contro i vertici del Partito Socialista Italiano.
Di nepotismo fu accusato nel 2010, dopo la nomina del nipote Giuseppe De Mita a Vicepresidente della Giunta regionale della Campania sotto Stefano Caldoro. Il nipote Giuseppe si è poi candidato alle elezioni politiche del 2013 con la lista UDC, venendo eletto alla Camera.
Traffico rifiuti tossici
Secondo la testimonianza del pentito della 'ndrangheta Francesco Fonti, De Mita fu coinvolto, insieme ad esponenti della Democrazia Cristiana, nello smaltimento illecito di rifiuti tossici e radioattivi provenienti da aziende italiane e trasportati in Somalia.

## Pubblicazioni e divulgazione politica
- La storia d'Italia non è finita, Guida, 2012
- Da un secolo all'altro. Politica e istituzioni a partire dal 1968, Rubbettino, 2004
- La memoria e il futuro, Tullio Pironti, 1997
- Politica e istituzioni nell'Italia repubblicana, Bompiani, 1988
- Ragionando di politica. Le prospettive della democrazia italiana negli anni Ottanta, Rusconi, 1984